# Slowakische Fußballnationalmannschaft (U-20-Männer)
Die slowakische U-20-Fußballnationalmannschaft ist eine Auswahlmannschaft slowakischer Fußballspieler. Sie unterliegt dem Slovenský futbalový zväz und repräsentiert ihn international auf U-20-Ebene, etwa in Freundschaftsspielen gegen die Auswahlmannschaften anderer nationaler Verbände oder bei der U-20-Fußball-Weltmeisterschaft.
2003 konnte sich die Mannschaft zum bislang einzigen Mal für eine WM qualifizieren. Sie verlor dabei im Achtelfinale in der Verlängerung gegen Brasilien.

## Teilnahme an U20-Fußballweltmeisterschaften
| 1995 | nicht teilgenommen |
| 1997 | nicht qualifiziert |
| 1999 | nicht qualifiziert |
| 2001 | nicht qualifiziert |
| 2003 | Achtelfinale       |
| 2005 | nicht qualifiziert |
| 2007 | nicht qualifiziert |
| 2009 | nicht qualifiziert |
| 2011 | nicht qualifiziert |
| 2013 | nicht qualifiziert |
| 2015 | nicht qualifiziert |
| 2017 | nicht qualifiziert |
| 2019 | nicht qualifiziert |